# Фернандес Пьедраита, Лукас
Лу́кас Ферна́ндес де Пьедраи́та (исп. Lucas Fernandez de Piedrahita; 1624, Богота, Колумбия — 1688, Панама, Панама) — южноамериканский историк, хронист. Епископ Санта-Марты (1660) и Панамы (1670). Один из наиболее важных авторов по истории Колумбии, Эквадора, Венесуэлы, Панамы и цивилизации Чибча.

## Биография

### Обучение
Он обучался в своем родном городе в иезуитском колледже Святого Варфоломея, и окончил образование в Университете Санто Томас, где получил звание доктора Теологии в 1647 году.

### Взрослые годы
За годы своей преподавательской деятельности он опубликовал несколько пьес, но они не сохранились. В 1654 году был назначен пребендарием Кафедрального собора Боготы, успешно стал его каноником, хранителем и регентом хора, и был главным викарием и управителем архиепископства.

### Епископ Санта-Марты
В Испании он был выдвинут на епископство Санта-Марты, утверждён Папой Римским, и в 1669 году отплыл в Картахену, где был рукоположён в епископы. Он начал навещать, евангелизировать и отчасти цивилизовать дикие племена его епархии, положил начало перестройке Кафедрального Собора в камне, ранее сооруженного из дерева и соломы. Пьедраита раздавал весь свой доход на милостыни, а сам жил в бедности.

### Нападение пиратов
В 1676 году он был переведён в епископство Панамы, но прежде чем он покинул Санта-Марта, город был захвачен и разграблен буканьерами — англичанином Дунканом и французом Косом. Церкви были разграблены, епископ арестован, а пираты, полагая, что его бедное одеяние признак алчности, скаредности и скупости, подвергли его пыткам, пытаясь выведать место хранения его денег и драгоценностей. Но поскольку он не мог заплатить за себя выкуп, то был переправлен, как узник, на остров Провидения и доставлен к главарю буканьеров Моргану. Главарь был тронут почтенным видом Фернандеса и освободил его без выкупа, и, зная о том, что он был назначен епископом Панамы, сделал ему подарок в виде дорогой чаши и одеяния понтифика, доставшиеся ему на долю от награбленного в Панаме в 1670 году, и препроводил его на одном из своих кораблей до Чагреса.

### Епископ Панамы
Как только Фернандес прибыл в Панаму, где он начал проповедовать диким племенам перешейка Дарьен, расходуя при этом все свои средства на это дело. Он проповедовал не только с кафедры, но и еженедельно на улицах и площадях Панамы до самой своей смерти.

## Произведения
Его работы считаются, наряду с Гарсиласо де ла Вега, наиболее достоверными в вопросе истории конкисты и истории XVII века, особенно касательно Новой Гранады и Эквадора.
- Historia general de las conquistas del Nuevo Reyno de Granada : a la S.C.R.M. de D. Carlos Segundo, Rey de las Españas, y de las Indias. — Amberes: Iuan Baptista Verdussen, 1688.

Его работа состоит из двух томов, поделённых на 12 книг, охватывающих период древнего общества и прибытие Гонсало Хименеса де Кесада по приезда президента Диаса Венеро де Лейа в 1563 году. Стиль написания увлекательный, не без влияния гонгоризма; описываются хронологии, обряды, обычаи и церемонии индейцев и испанцев.
Автор рассматривал историю как «magistra vitae», и потому его книга полна различных сентенций.
Первая часть была издана в Антверпене в 1688 году после смерти автора.